# Fettlöser
Fettlöser sind eine Gruppe von organisch-chemischen Lösungsmitteln – oft Stoffgemische –, die Fette und fette Öle (Acylglycerine, Ester des Glycerins) gut lösen.
Derartige Lösungsmittel benutzt man zur Extraktion von Fetten oder fetten Ölen aus Ölsaaten und zur chemischen Reinigung von Textilien.
Zu den Fettlösern zählen Aceton, Testbenzin, Ethylacetat, Dichlormethan, Trichlorethen, Tetrachlorethen (Perchlorethen), Tetrahydronaphthalin, Kohlenstoffdisulfid etc. 
Im technischen Sinne werden auch Stoffe wie Natronlauge als Fettlöser und Reiniger eingesetzt, die Fette zersetzen, ohne Lösungsmittel zu sein. 